# Frínico el Árabe

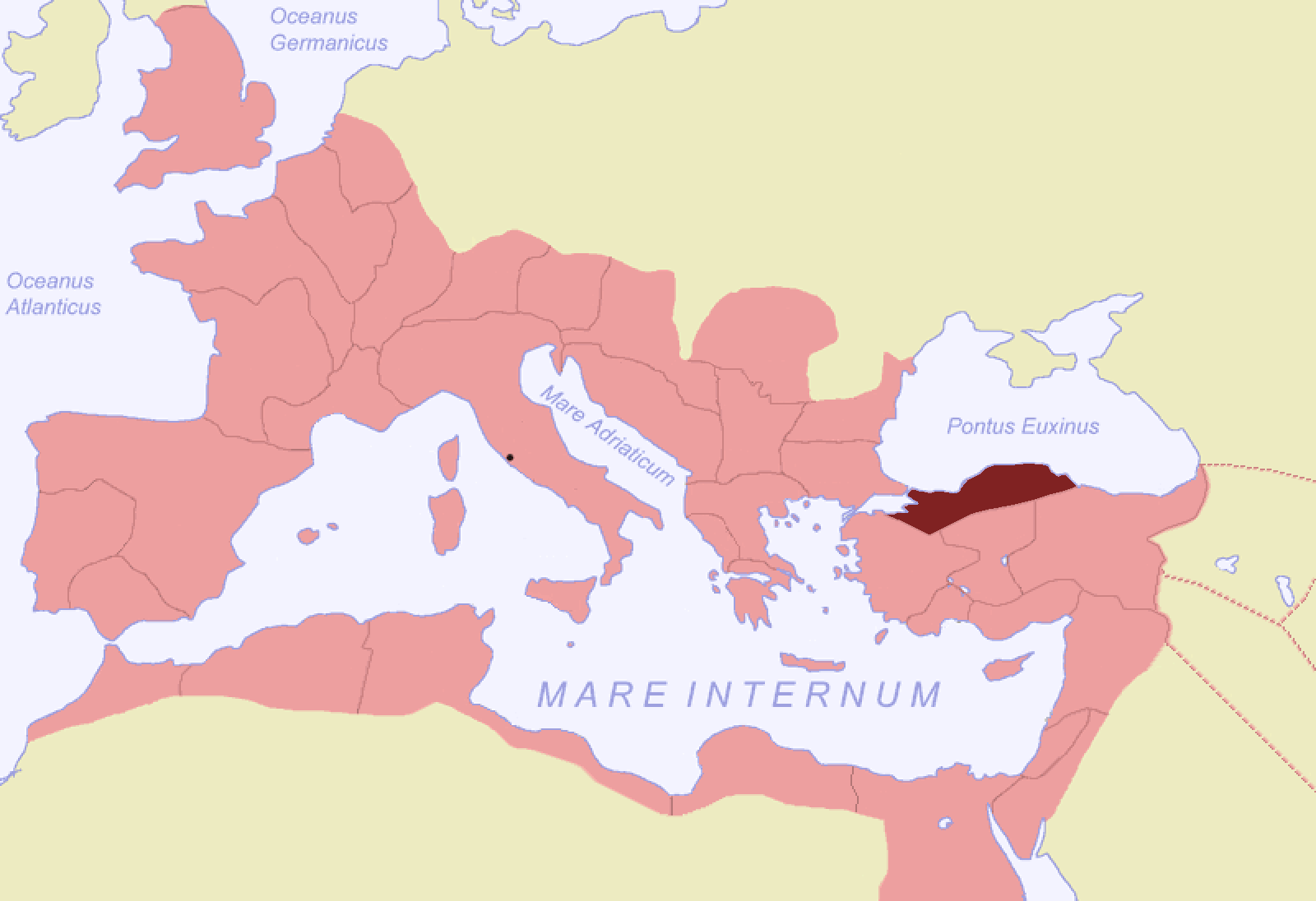
La Provincia de Bitinia en el Imperio Romano, año 116

Frínico el Árabe, también conocido como Frínico de Bitinia o Frínico el Aticista, fue un lexicógrafo y sofista de origen árabe que se estableció  en Bitinia. Otras fuentes señalaban que nació allí. Vivió en el siglo II, durante la época de los emperadores Marco Aurelio y Cómodo.
Escribió en griego una obra titulada Colección de nombres y verbos áticos (Έκλογή όνομάτων καί ρημάτων άττικῶν), donde, siguiendo las directrices del movimiento aticista que consideraba esencial el cuidado del estilo y la pureza del dialecto ático, rechazaba las  voces que Tucídides, Platón y Demóstenes no empleaban en sus obras. Criticó a Menandro, por sus neologismos. Esta obra estaba dedicada a Corneliano y se considera que sus principales fuentes fueron el Antiaticista, de autor anónimo, y Sobre nombres áticos de Elio Dionisio. Una de las primeras ediciones impresas de la obra fue la del humanista valenciano Pedro Juan Núñez, hecha en Augsburgo en 1601.
Otra de sus obras se tituló Preparación sofística (Σοφιστική παρασκευή), y era otro libro recopilatorio dividido en 37 libros (47 o 74 libros según la Suda) que estaba dedicado al emperador Cómodo y que se conservaba entero en tiempos de Focio, que lo cita en su obra, pero del que ya solo quedan fragmentos.
Una tercera obra de este autor tenía por título Colección de usos (Τιθεμένων συναγωγή).